# Classe Porter
Le 8 cacciatorpediniere classe Porter, da 1800 t, erano grandi navi dell'United States Navy, varate nel 1934–35 come le più potenti navi della categoria, sebbene ispirate alle navi britanniche. Erano più lunghe di 12,2 m e un po' più larghe rispetto alla Classe Mahan, ma il peso di 8 cannoni da 127 mm in impianti binati era davvero troppo per essere sostenuto, come anche i lanciasiluri. Inoltre l'armamento antiaereo di piccolo calibro era troppo ridotto e dovette essere aumentato durante il conflitto. Tutto questo comportò lo sbarco di 2 delle quattro torri da 127 mm, nonostante che queste fossero DP, ovvero antinave-antiaerei.
I loro successori furono i 5 Classe Somers, ma i cacciatorpediniere USA erano troppo armati per i loro scafi e questa tendenza venne saggiamente abbandonata con le navi del periodo bellico.

## Navi
| U.S. Navy - Classe Porter | U.S. Navy - Classe Porter                   | U.S. Navy - Classe Porter | U.S. Navy - Classe Porter | U.S. Navy - Classe Porter | U.S. Navy - Classe Porter | U.S. Navy - Classe Porter                                           |
| Nome                      | Cantiere                                    | Impostazione              | Varo                      | Entrata in servizio       | Radiazione                | Destino                                                             |
| ------------------------- | ------------------------------------------- | ------------------------- | ------------------------- | ------------------------- | ------------------------- | ------------------------------------------------------------------- |
| USS Porter (DD-356)       | New York Shipbuilding, Camden (New Jersey)  | 18 dicembre 1933          | 12 dicembre 1935          | 27 agosto 1936            | N.D.                      | Affondata nella battaglia delle isole Santa Cruz il 26 ottobre 1942 |
| USS Selfridge (DD-357)    | New York Shipbuilding, Camden (New Jersey)  | 18 dicembre 1933          | 18 aprile 1936            | 25 novembre 1936          | 15 ottobre 1945           | Demolita nel 1946                                                   |
| USS McDougal (DD-358)     | New York Shipbuilding, Camden (New Jersey)  | 18 dicembre 1933          | 17 luglio 1936            | 23 dicembre 1936          | 24 giugno 1946            | Riclassificata AG-126 il 17 settembre 1945, demolita nel 1949       |
| USS Winslow (DD-359)      | New York Shipbuilding, Camden (New Jersey)  | 18 dicembre 1933          | 21 settembre 1936         | 17 febbraio 1937          | 28 giugno 1950            | Riclassificata AG-127 il 17 settembre 1945, demolita nel 1959       |
| USS Phelps (DD-360)       | Fore River Shipyard, Quincy (Massachusetts) | 2 gennaio 1934            | 18 luglio 1935            | 26 febbraio 1936          | 6 novembre 1945           | Demolita nel 1947                                                   |
| USS Clark (DD-361)        | Fore River Shipyard, Quincy (Massachusetts) | 2 gennaio 1934            | 15 ottobre 1935           | 20 maggio 1936            | 23 ottobre 1945           | Demolita nel 1946                                                   |
| USS Moffett (DD-362)      | Fore River Shipyard, Quincy (Massachusetts) | 2 gennaio 1934            | 11 dicembre 1935          | 28 agosto 1936            | 2 novembre 1945           | Demolita nel 1947                                                   |
| USS Balch (DD-363)        | Fore River Shipyard, Quincy (Massachusetts) | 16 maggio 1934            | 24 marzo 1936             | 20 ottobre 1936           | 19 ottobre 1945           | Demolita nel 1946                                                   |